# Хан Шушинский
Хан Шуши́нский (псевдоним; настоящее имя и фамилия — Исфендия́р Асла́н оглы Джаванши́ров; 20 августа 1901, Шуша — 18 марта 1979, Баку) — азербайджанский певец-ханенде, народный артист Азербайджанской ССР (1943). Происходил из азербайджанского рода Джаваншир — основателей Карабахского ханства.

## Биография
Родился в 1901 году в Шуше. В возрасте 16 лет, выступая на одном из шушинских меджлисов, привлек внимание мастерским исполнением мугама Кюрд-Шахназ в сложном верхнем регистре, и учитель молодого Исфендияра Ислам Абдуллаев с гордостью присудил ему имя «Хан».
По признанию самого певца, в совершенствовании его мастерства в дальнейшем большую роль сыграли Джаббар Карьягдыоглу и Сейид Шушинский. Обладатель сильного голоса с широким диапазоном, Хан Шушинский с мастерством пел все мугамы, но никто не пел Махур-хинди так, как он. Хан прекрасно исполнял все варианты мугама Сегях, и с особым блеском — «карабахскую шикесте». Поскольку он хорошо играл на бубне, то всегда имел успех, исполняя ритмические мугамы.
Хан Шушинский был отличным исполнителем песни «Гара гёз» («Чёрные глаза») Узеира Гаджибекова, сам был автором многих песен, в том числе и очень популярных «Гемерим», «Аи гёзал», «Менден ген гезме» и посвящённой Шуше «Шушанын даглары башы думанлы» («Вершины гор Шуши покрыты туманом»).
В фильме же «Не та, так эта», снятой по одноимённой музыкальной комедии азербайджанского композитора Узеира Гаджибекова Хану Шушинскому аккомпанируют кеманчист Талат Бакиханов и тарист Бахрам Мансуров.
В 1960-е годы организовал мугамную студию при Азербайджанской государственной филармонии, преподавал также в Азербайджанском государственном музыкальном училище.

## Память
Создан Фонд Хана Шушинского, возглавляемый его дочерью Бейимханум Вердиевой.

- Мемориальная доска на стене дома в Баку, где жил Хан Шушинский в 1977-1979 гг.
- Почтовая марка Азербайджана, 2014